# Gino Soccio
Gino Soccio (Montréal, 9 settembre 1955) è un produttore discografico, compositore e disc jockey canadese di origine italiana.
Ha raggiunto l'apice della celebrità tra la fine degli anni settanta e l'inizio degli anni ottanta. Il suo stile musicale è una disco music con influenze funky-fusion.

## Biografia
Gino Soccio è nato da genitori di origini molisane a Westmount, quartiere benestante di Montréal. Soccio approccia lo studio del pianoforte classico all'età di 8 anni. Influenzato dall'ascolto di Kraftwerk, Stockhausen e Wendy Carlos, a 18 anni decide di noleggiare delle tastiere elettroniche e dei sintetizzatori per registrare nello studio di casa sua, affiancando l'attività musicale agli studi di filosofia nel frattempo iniziati all'Università di Montréal. A 19 anni diventa produttore e compositore del gruppo Kebekelektrik (pronunciato "Québec Electric"), su invito del produttore italo-canadese locale Pat Deserio. Anche grazie al successo riscosso dal brano disco War Dance (1977), l'artista decide di lasciare l'università e, col denaro ottenuto dopo i primi successi, si dedica alla produzione di musica disco ed Euro disco.
Riscuote particolare notorietà tra la fine degli anni settanta e l'inizio degli anni ottanta, nel periodo di massimo fulgore della funky music. Dopo aver esordito con Sauve qui peut (1977) e licenziato The Visitors (1978), utilizzata nel film di Federico Fellini La città delle donne, ha raggiunto per due volte la prima posizione della Hot Dance Club Play di Billboard con i singoli Dancer e Try It Out, dove collabora con Erma Shaw, fidanzata del musicista e produttore Willie Mitchell.. Il primo dei due, in particolare, raggiunge inoltre la 46ª posizione della UK Singles Chart. In Italia, raccoglie eguale popolarità, fungendo da precursore della Italo disco.
Soccio è altresì ideatore del gruppo musicale Witch Queen , co-prodotto da Soccio stesso e dal connazionale Peter Alves. La loro Bang a Gong (1979) riesce a piazzarsi alla posizione numero 8 della classifica disco statunitense.
Soccio torna nella Top 20 con Turn It Around (1984). Pubblica altri singoli prima di scomparire per molto tempo dalle scene.
Nel 2001, a 15 anni di distanza dal suo ultimo singolo (Magic del 1986), l'artista produce il brano disco-folk Spirits, la cui pubblicazione viene però di fatto impedita dagli Eagles poco prima della sua uscita in ragione del fatto che è basato sul riff di Hotel California. In seguito ha cessato la carriera musicale in via definitiva.

## Discografia

### Discografia solista

#### Album
- 1979 – Outline
- 1980 – S-Beat
- 1981 – Closer
- 1982 – Face To Face

#### Singoli
- 1977 – Sauve qui peut
- 1978 – The Visitors
- 1979 – Dancer
- 1979 – Dance To Dance
- 1980 – S-Beat
- 1980 – Heartbreaker
- 1981 – Try It Out
- 1981 – What You Feel Is Real - Hold Tight
- 1982 – It's Alright
- 1982 – Remember
- 1982 – You Move Me
- 1983 – Get It Up
- 1984 – Turn It Around
- 1984 – Out Of My Life
- 1985 – Human Nature
- 1985 – Temptation Eyes
- 1986 – Magic

#### Raccolte
- 1984 – Remember
- 1989 – Greatest Hits
- 1994 – The Best of Gino Soccio

### Nei gruppi

#### Nei Witch Queen

##### Album in studio
- 1979 – Witch Queen

##### Singoli
- 1979 – Bang a Gong
- 1979 – All Right Now